# Фейн, Вер, 5-й граф Уэстморленд
Вер Фейн, 5-й граф Уэстморленд (англ. Vere Fane, 5th Earl of Westmorland; 25 мая 1678 — 19 мая 1698) — британский пэр и член Палаты лордов. Он был известен как Достопочтенный Вер Фейн с 1678 по 1691 год и лорд ле Диспенсер с 1691 по 1693 год.

## Биография
Родился 25 мая 1678 года. Второй сын Вера Фейна, 4-го графа Уэстморленда (1645—1693), и его жены Рэйчел Бенс (? — 1710/1711).
29 сентября 1693 года после смерти своего отца Вер Фейн унаследовал титулы 5-го графа Уэстморленда, 5-го барона Бергерша в графстве Сассекс и 8-го лорда ле Диспенсер.
Он получил чин корнета в 1-м лейб-гвардейском полку.
Вер Фейн скончался 19 мая 1698 года в возрасте 19 лет, неженатый и не оставивший потомства. Ему наследовал его младший брат, Томас Фейн, 6-й граф Уэстморленд.